# فدراسیون دو و میدانی کانادا
فدراسیون دو و میدانی کانادا (فرانسوی: Athlétisme Canada‎) سازمان اداره کننده ورزش دو و میدانی در کشور کانادا است.
این فدراسیون که در سال ۱۸۸۴ تأسیس شده مقر آن در شهر اتاوا قرار دارد.